# Індонезійська Вікіпедія
Індонезійська Вікіпедія — розділ Вікіпедії індонезійською мовою. Створена 7 листопада 2003 року, до 31 травня 2005 вона досягнула 10 тисячі статей, а в середині червня 2007 вже мала 62 236 статей.
14 липня 2020 року індонезійський розділ випередив норвезьку (букмол) Вікіпедію. Нині Вікіпедія індонезійською мовою перебуває на 21-му місці серед усіх мовних розділів. Індонезійська Вікіпедія є п'ятою найбільш гінкою Вікіпедією азійською мовою після японської, китайської, корейської та турецької Вікіпедій.
Індонезійська Вікіпедія станом на 25 березня 2025 року містить 724 499 статей, 1 536 501 зареєстрованого користувача, 3108 активних дописувачів, 47 адміністраторів
. Загальна кількість сторінок в індонезійській Вікіпедії — 3 973 291, редагувань — 27 047 302, завантажених файлів — 61 104
. Глибина (рівень розвитку мовного розділу) індонезійської Вікіпедії велика і становить 136.9 пунктів
. 

## Статті
Значну частину статей індонезійської Вікіпедії було перекладено з Англійської Вікіпедії. Крім того, велику частину її складають статті про адміністративно-територіальні одиниці Індонезії, а також інших країн світу.

## Історія
- 16 березня 2004 — з'явилася 1 000-на стаття.
- 6 грудня 2004 — з'явилася 5 000-на стаття.
- 31 травня 2005 — з'явилася 10 000-на стаття.
- 20 травня 2006 — з'явилася 25 000-на стаття.
- 3 лютого 2007 — з'явилася 50 000-на стаття.
- 21 лютого 2009 — з'явилася 100 000-на стаття.
- 27 березня 2012 — з'явилася 200 000-на стаття.
- Жовтень 2013 — з'явилася 300 000-на стаття.
- 28 квітня 2017 — з'явилася 400 000-на стаття.
- 16 серпня 2019 — з'явилася 500 000-на стаття.
- 26 вересня 2020 року індонезійська Вікіпедія за кількістю статей випередила норвезьку (букмол) та піднялася на 23-тє місце.

Динаміка росту індонезійської Вікіпедії до квітня 2007 року

- 18 жовтня 2021 — з'явилася 600 000-на стаття.
- 2 серпня 2024 — з'явилася 700 000-на стаття.